# Las entrañas de la bestia
Las entrañas de la bestia (Belly of the Beast) es una película dirigida por Tony Ching  en 2003, y protagonizada por Steven Seagal, Vincent Riotta, Norman Veeratum, Elidh MacQueen y Chau Siu Tung.

## Sinopsis
Jake Hopper ignora que su hija Jessica y su amiga Sarah han sido secuestradas mientras iban con sus mochilas por el sur de Asia. Cuando un viejo amigo de sus días en el Servicio Secreto le trae una cinta solicitando el rescate, Hopper sabe que debe tomar cartas en el asunto. 
Como el gobierno Norteamericano cree que se trata de un grupo fundamentalista musulmán, Hopper vuela a Bangkok para utilizar a sus viejos contactos e intentar proteger la seguridad de las chicas. La búsqueda para averiguar lo que ha pasado lo conduce al mundo del hampa sórdido y delictivo de la mafia tailandesa. 
Finalmente, con la ayuda de un viejo compañero logra seguir la pista del grupo que supuestamente ha tomado a Jessica. Su búsqueda lo lleva al corazón de una dura lucha entre un corrupto general tailandés y Abu Karaf, un grupo de traficantes de armas. A medida que Jake va despejando los diferentes niveles de la trama, descubre que la CIA está siendo manipulada y su hija está en medio de ello.